# Liste der Monuments historiques in Arcis-le-Ponsart
Die Liste der Monuments historiques in Arcis-le-Ponsart führt die Monuments historiques in der französischen Gemeinde Arcis-le-Ponsart auf.

## Liste der Immobilien
| Bezeichnung                | Beschreibung                                                       | Standort                         | Kennzeichnung | Schutzstatus | Datum | Bild           |
| -------------------------- | ------------------------------------------------------------------ | -------------------------------- | ------------- | ------------ | ----- | -------------- |
| Kirche Notre-Dame          | ab dem 12. Jahrhundert                                             | Place de l’Église (Lage)         | PA00078572    | Classé       | 1919  | weitere Bilder |
| Château d’Arcis-le-Ponsart | vom mittelalterlichen Bau erhalten: Befestigungsturm und Außenwand | Rue de Mont-sur-Courville (Lage) | PA00078571    | Classé       | 1931  |                |

## Liste der Objekte
| Bezeichnung                            | Beschreibung                                             | Standort                        | Kennzeichnung | Schutzstatus | Datum | Bild |
| -------------------------------------- | -------------------------------------------------------- | ------------------------------- | ------------- | ------------ | ----- | ---- |
| Kelch und Patene                       | Silber, vergoldet, bezeichnet 1665, von                  | im Kloster Igny (Lage)          | PM51001731    | Classé       | 2006  |      |
| Skulptur Sitzende Madonna mit Kind     | Stein, farbig gefasst, erste Hälfte des 16. Jahrhunderts | in der Kirche Notre-Dame (Lage) | PM51001732    | Classé       | 2006  |      |
| Skulptur Stehende Madonna mit Kind (1) | Holz, 17. Jahrhundert                                    | in der Kirche Notre-Dame (Lage) | PM51001839    | Inscrit      | 1973  |      |
| Skulptur Stehende Madonna mit Kind (2) | Stein, 13. Jahrhundert                                   | im Kloster Igny (Lage)          | PM51000838    | Classé       | 1903  |      |